# Tatarynów
Tatarynów (ukr. Татаринів, Tataryniw) – wieś na Ukrainie w rejonie lwowskim (wcześniej w rejonie gródeckim) należącym do obwodu lwowskiego.
W II Rzeczypospolitej wieś należała do powiatu rudeckiego w województwie lwowskim
W marcu 1944 nacjonaliści ukraińscy z OUN-UPA zamordowali tutaj 4 Polaków